# Sypniewo (gmina w województwie bydgoskim)
Sypniewo – dawna gmina wiejska istniejąca w latach 1934–1954 w woj. pomorskim/bydgoskim (dzisiejsze woj. kujawsko-pomorskie). Siedzibą władz gminy było Sypniewo.
Gmina zbiorowa Sypniewo została utworzona 1 sierpnia 1934 roku w powiecie sępoleńskim w woj. pomorskim z dotychczasowych jednostkowych gmin wiejskich: Jazdrowo (główna część), Jeleń, Iłowo, Lubcza, Sypniewo, Zakrzewska Osada, Nowydwór (część), Zboże (część) i Witunia (część) oraz z obszarów dworskich położonych na tych terenach, lecz nie wchodzących w skład gmin.
Po wojnie gmina zachowała przynależność administracyjną. 6 lipca 1950 roku zmieniono nazwę woj. pomorskiego na bydgoskie. Według stanu z dnia 1 lipca 1952 roku gmina składała się z 6 gromad: Iłowo, Jazdrowo, Jeleń, Lubcza, Sypniewo i Zakrzewska Osada. Gmina została zniesiona 29 września 1954 roku wraz z reformą wprowadzającą gromady w miejsce gmin. Jednostki nie przywrócono 1 stycznia 1973 roku po reaktywowaniu gmin.